# Ocimum americanum
Il basilico americano (Ocimum americanum L. 1753) è una  pianta annuale, erbacea appartenente alla famiglia delle Lamiaceae, normalmente coltivata come pianta aromatica, per il suo caratteristico e marcato profumo, il basilico è utilizzato largamente nella cucina mediterranea e del Sud-est asiatico.

## Distribuzione e habitat
Originario dell'Africa sud-tropicale, è diffuso in Cina e India naturalizzato nell'Europa meridionale, Australia e Sud America.
Cresce spontaneo in praterie anche soggette a inondazioni, o su terreni abbandonati da zero ai 1800 m s.l.m., è comunque largamente coltivato in America e Asia.

## Etimologia
Il nome deriva dal greco βασιλεύς (basileus) "re", e - in latino - basilicum, "reale", per la grande rilevanza conferita a questa erba. Altre interpretazioni etimologiche legano il nome al basilisco, che si pensava generato, come gli scorpioni ed altri animali velenosi, da questa pianta.

## Morfologia

### Fusto
Il basilico è una pianta erbacea annuale eretta, con fusto a base quadrangolare, alta dai 30 cm fino ad 1 m. di colore giallo-verde nello stadio giovanile meno e pubescente in fase più matura.

### Foglie

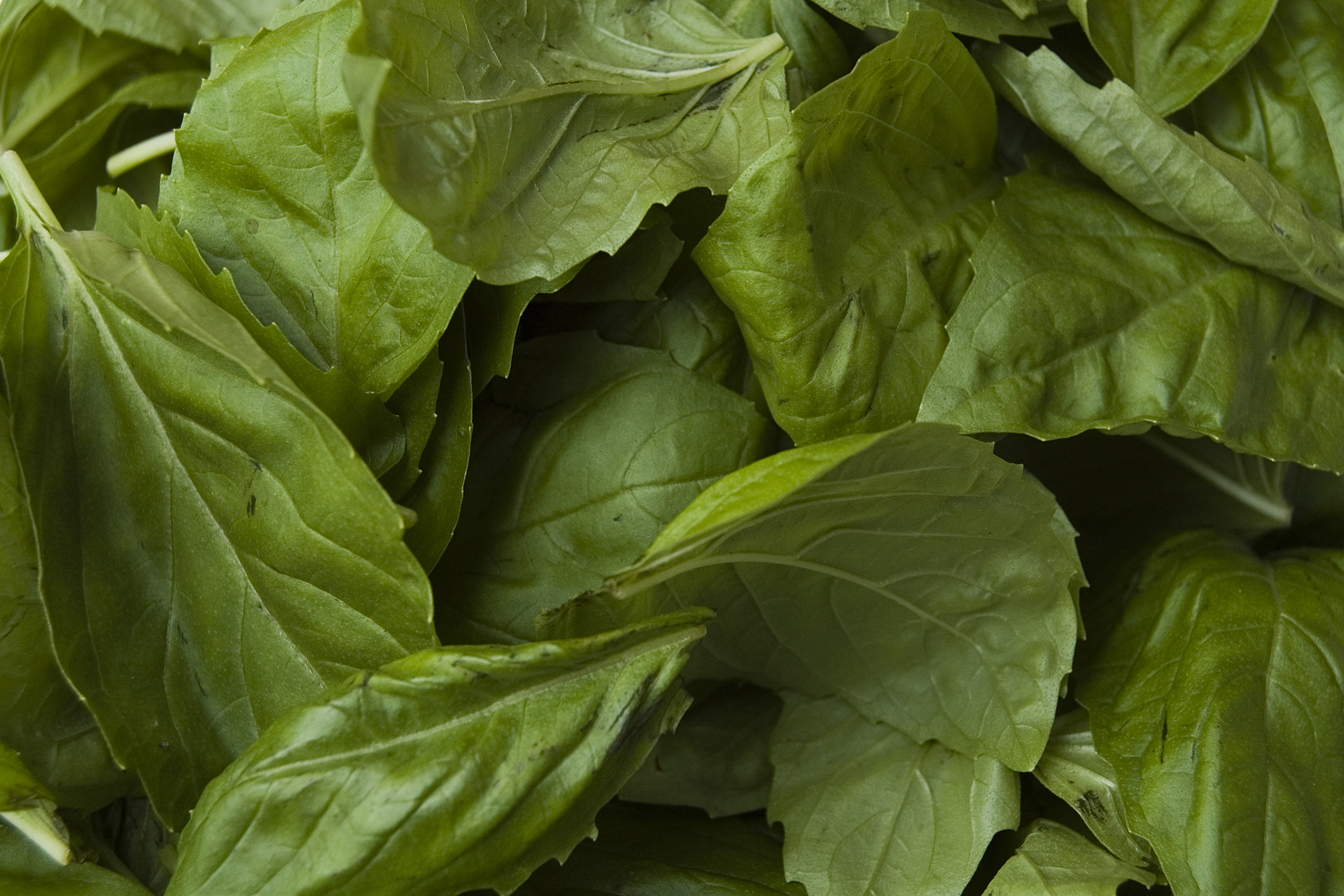
Foglie.

Le foglie semplici, decussate, picciolate. Il picciolo può arrivare fino a 2,5 cm di lunghezza.  La lamina a margine dentato, lanceolate, a di 2,5–5 cm di lunghezza e 1,5 - 2,5 cm a forma di cuneo alla base e acute all'apice, glabra, e con le ghiandole su tutte è due le superfici.

### Fiori

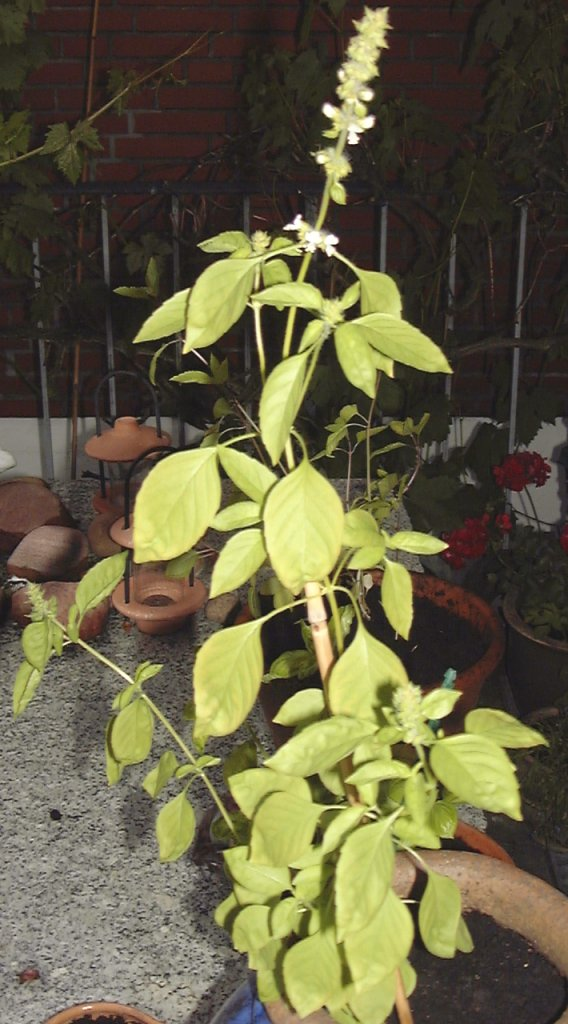
Infiorescenza.

L'infiorescenza può essere lunga fino a 15 cm, decussata, composta da tre file di fiori inseriti a spirale da sembrare possono sembrare 6 fiori (verticillastri), distanziati fino a 3 cm, il terminale della infiorescenza può essere semplice o ramificato. Il peduncolo e il racemo è a base quadrangolare. Presenta brattee lunghe 2–3 mm ellittico-lanceolate, pelose e persistenti. Il pedicello è fino a mm di lunghezza, e fortemente ricurva verso il alto. Il sepalo è bilobato dove il 2-2,5 mm di lunghezza mentre nel frutto ha lunghezza di 3-4,5 mm. Si presenta pubescente con villi all'interno e lunghi peli bianchi all'esterno. Il lobo superiore è piatto e suborbiculare, mentre il lobo inferiore nettamente canicolato e 4-dentato nella parte apicale.   
Il petalo è tubolare e bilabiato, lungo 4–6 mm, di colore bianco. Il labbro superiore è fortemente ricurvo verso l'alto, crenato, 4-lobato. Il labbro inferiore è intero e più piccolo. Le antere sono secche con un diametro di circa 0,5 mm.
Ci sono quattro stami sottili e sporgenti, il pistillo è 4-ovolato e 4-lobato, con forma slanciata e con stimma bilobato. In Italia il basilico fiorisce da Giugno fino ad Agosto.

### Semi
Il frutto è distinto in 4 logge, racchiuso a tubo da un sepalo persistente. Le logge sono nere, ovoidali, misurano 1 mm larghe e1,5 lunghe. A contatto con l'acqua le pareti delle loggia producono uno strato di fili bianchi rendendosi il seme appiccicosa. All'interno della loggia il seme è libero.

## Moltiplicazione
Viene moltiplicato principalmente per seme.

## Corredo Genetico
Sono stati riscontrati un numero diverso di cromosomi variabile da varietà a varietà; rimane comunque un tipo diploide.

## Varietà e Ibridi
- var. pilosum: presente soprattutto nell'Africa tropicale ma assente in Africa occidentale e Asia tropicale, predilige le zone umide.
- O. americunum sensu Pushpagadan & sobti.: conosciuto anche con il nome di O. x Citrodurum Vis. è la forma alloesaploide della specie O. americanum.[2]

## Principi Attivi
L'olio essenziale estratto principalmente dalle foglie di colore limpido dal giallo pallido al verde con odore di canfora contiene eugenolo, estragolo, terpineolo, dei sesquiterpeni farnesene e il beta-bisabolene, cineolene e limonene. I quantitati di principi attivi possono variare in base alla posizione geografica in cui viene coltivato.

## Usi

### Medicinale
Olio essenziale viene utilizzato per massaggi antireumatici o come collutorio per le sue proprietà antinfiammatorie, in Africa come rimedio per problemi digestivi. Ad alte dosi può essere tossico.

### Alimentazione
Le foglie fresche o conservate vengono utilizzate in numerose tipi di cucine come spezia. Se essiccate perdono il loro aroma.

### Insetticida
L'olio essenziale concentrato ha dimostrato avere proprietà insetticide, larvicide, ovicide e repellenti nei confronti di alcuni lepidotteri tra questi una nottua l'Agrotis ipsilon.

## Coltivazione
Coltivato soprattutto ai tropici, necessita di una temperatura di minimo 20-25 °C, è una pianta che cresce a pieno sole e necessita di irrigazioni costanti. Temperature inferiori ai 10 °C e la presenza di ristagni idrici sono mal tollerati dalla pianta. Viene coltivato anche in idroponica.

### Patogeni
Il basilico è sensibile a diverse malattie che possono ridurre il raccolto, come quelle causate dai funghi parassiti Fusarium oxysporum o Botrytis cinerea (marciume grigio sulle foglie). Le macchie nere sulle foglie sono causate dal Colletotrichum.